# Eru Ilúvatar
Eru (quenyjsky Jediný) nazývaný také Ilúvatar („otec všech“), případně Eru Ilúvatar je nejvyšším bohem a stvořitelem světa Ardy ve fantasy J. R. R. Tolkiena.

## Počátek Světa
Podle elfského zpěvu Ainulindalë byl Eru před počátkem času sám. Jako první stvořil Ainur, kteří byli potomstvem jeho myšlenky. K Ainur mluvil a předkládal jim různá hudební témata a oni před ním zpívali. Z tohoto zpěvu se postupně vyvinula Hudba Ainur, jejíž zjevnou podobou je Svět, Arda, ve kterém se odehrává děj knih J. R. R. Tolkiena (Hobit, Pán Prstenů, Silmarillion, Nedokončené příběhy a další).
Ilúvatar poté ukázal tento svět Ainur, nejprve jako vidění a poté ho pomocí Nehynoucího plamene učinil skutečným (Eä).
Po tomto zhmotnění Hudby Ainur již Eru do chodu světa nezasahoval, nebo pouze minimálně. Odpovědnými za osud Světa se stali ti z Ainur, kteří do něj vstoupili – Valar a Maiar.

## Ilúvatarovy děti a stvořenítrpaslíků
Ainur nemají dost moci, aby mohli stvořit bytosti se svobodnou vůlí, tu má jen Ilúvatar. Elfové a lidé jsou proto nazýváni Ilúvatarovými dětmi, podle pořadí příchodu prvorozenými a druhorozenými. Třetím druhem se svobodnou vůlí jsou trpaslíci: ty původně vytvořil Aulë, ale byli bez vlastní vůle. Když mu hlas Erua vytkl snahu překonat předpovězené, Aulë činu litoval a chtěl své dílo zničit. Eru mu v té chvíli odpustil a trpaslíkům svobodnou vůli sám dal, ale kromě toho je nijak nezměnil a proto nejsou počítáni mezi jeho děti. Trpaslíci byli poté uspáni, aby se probudili až po elfech.

## Pád Númenoru
Ve zpěvu Akallabêth je zmiňován jediný případ, kdy Eru na žádost Valar zásadním způsobem ovlivnil osud Světa. Když poslední král Númenoru Ar-Pharazôn napadnul námořní silou říši Valar v Amanu, složil nejvyšší z nich – Manwë – vládu nad Ardou a Eru zničil celé loďstvo Númenoru i samotný ostrov Númenor. Zároveň byl svět zakulacen a Aman odstraněn (pro lidi) z povrchu Ardy.

## Konec Světa
Elfové věří, že na konci dnů Ardy dojde k Poslední bitvě (sindarsky Dagor Dagorath – Bitva bitev), ve které budou s konečnou platností poraženi všichni následovnící Melkora. Potom stanou Valar, Maiar, elfové i lidé před Eruem a bude zpívána Druhá Hudba – tentokrát v úplnosti a správně, bez neladů, které do první Hudby Ainur vnesl Melkor.